# 凱文·韋斯曼
凱文·韋斯曼（英語：Kevin Weisman，1970年12月29日—）是美國的一位演員。他最著名的作品是在ABC電視劇特務A中飾演Marshall Flinkman角色。他出生在洛杉磯的一個猶太人家庭。